# 13 juin dans les chemins de fer
13 mai 13 juillet
Chronologies thématiques
- Croisades
- Sports
- Disney

Cette page concerne les événements qui se sont déroulés un 13 juin dans les chemins de fer.

## Événements

### XIXesiècle
- 1883. États-Unis, Californie : création du Felton & Pescadero Railroad Company

### XXesiècle
- 2000. France : inauguration de la gare du Futuroscope, près de Poitiers. Bien que située sur la ligne classique Tours-Poitiers, cette gare a la particularité de n'être desservie que par des TGV.

### XXIesiècle
- 2005. France : Circulation du premier train privé de marchandises, le convoi transportant de la chaux des carrières de Dugny et Sorcy dans la Meuse jusqu'à Dillingen et Völklingen dans le sud-ouest de l'Allemagne. Le train a été bloqué plusieurs heures par des cheminots de SUD Rail, de la CGT, de l'UNSA et de la CFTC voulant dénoncer la privatisation du secteur, la fragilisation du fret SNCF déjà mal en point, les risques en matière de sécurité, d'investissement et de conditions de travail. Le train était affrété par une filiale de Connex.
- 2024. France : Prolongement de la ligne 11 du métro de Paris, de Mairie des Lilas à Rosny-Bois-Perrier. Rosny-Bois-Perrier est désormais le terminus oriental de la ligne.